# تيوفيل دي جيرو
تيوفيل دي جيرو هو فيلسوف بلجيكي، ولد في 19 نوفمبر 1968 في نامور في بلجيكا.